# Kleines Grünhorn
Pour les articles homonymes, voir Grünhorn (homonymie).
Le Kleines Grünhorn, ou Klein Grünhorn, est un sommet des Alpes bernoises, en Suisse, situé dans le canton du Valais, qui culmine à 3 912 m d'altitude.
Avec le Grosses Grünhorn au sud et le Gross Fiescherhorn et le Hinter Fiescherhorn au nord, il forme une crête qui sépare deux glaciers : le Walliser Fiescherfirn à l'est et l'Ewigschneefeld à l'ouest.